# 3121-es mellékút (Magyarország)
A 3121-es számú mellékút egy négy számjegyű mellékút Pest és Jász-Nagykun-Szolnok vármegyék határvidékén.

## Nyomvonala
Újszilvás külterületén ágazik ki a 3119-es útból, annak 5+400-as kilométerszelvénye közelében, észak-északkelet felé. 1,5 kilométer előtt éri el Tápiógyörgye határát, egy darabig párhuzamosan fut azzal, majd még a 2. kilométere előtt teljesen belép ez utóbbi település területére. 5,5 kilométer után éri el az újszászi vasutat és Tápiógyörgye lakott területét. Ott Szilvási út néven halad, amíg el nem éri a 3118-as utat. A település központjában mintegy 300 méternyi közös szakasza van a két útnak, egymással szemben számozódnak. Szétválásuk helyén mindkét út nagyjából a 7. kilométerénél jár, a 3121-es onnét Dózsa György utca néven halad tovább, majd az utolsó szakaszán a Kandell Henrik utca nevet viseli.
11,6 kilométer után lép át Jászboldogháza területére, és egyben Jász-Nagykun-Szolnok vármegyébe, ott kelet felé indul; a község belterületén a Rákóczi Ferenc utca nevet viseli. 13,9 kilométer után éri el a Hatvan–Szolnok-vasútvonalat, előtte pár méterrel kiágazik belőle a 31 325-ös út. A településtől északra, már külterületen – a 15+350-es kilométerszelvénye térségében – kettéágazik, a 3121-es északkelet felé indul tovább, az északnyugat felé vezető út pedig a 3125-ös út, amely itt ér véget. 16+250-es kilométerszelvényénél lép át Jánoshidára, melynek központját a 19. kilométere után éri el. A falu keleti szélén keresztezi a Zagyva folyását, majd a töltésen túl rögtön beletorkollik a 32-es főútba, annak 46+350-es kilométerszelvényénél.
Teljes hossza, az országos közutak térképes nyilvántartását szolgáló kira.gov.hu adatbázisa szerint 20,275 kilométer.

## Települések az út mentén
- Újszilvás
- Tápiógyörgye
- Jászboldogháza
- Jánoshida